# Paraloricaria commersonoides
Paraloricaria commersonoides är en fiskart som först beskrevs av Devincenzi, 1943.  Paraloricaria commersonoides ingår i släktet Paraloricaria och familjen Loricariidae. Inga underarter finns listade i Catalogue of Life.